# Copa do Mundo de Futebol Feminino VIVA
A Copa do Mundo de Futebol Feminino VIVA foi um torneio internacional de futebol organizado pela New Federation Board (NF-Board), uma associação que reunia nações não filiadas à FIFA. Em 2008 e 2010, foi organizado um torneio feminino disputado em partidas de ida e volta.

## Lista de Campeões
| Ano           | Sede    | Final   | Final        | Final     |
| Ano           | Sede    | Campeão | Placar       | Vice      |
| ------------- | ------- | ------- | ------------ | --------- |
| 2008 Detalhes | Lapônia | Lapônia | 4 - 0 11 - 1 | Curdistão |
| 2010 Detalhes | Gozo    | Padania | 4 - 0 3 - 0  | Gozo      |

## Campeões
| Seleção   | Títulos  | Vice     |
| --------- | -------- | -------- |
| Padania   | 1 (2010) | -        |
| Lapônia   | 1 (2008) | -        |
| Gozo      | -        | 1 (2010) |
| Curdistão | -        | 1 (2008) |

## Participantes
Legenda
- 1ª – Campeão
- 2ª - Vice
- •  – Não Participou
- – País Sede
- Q - Qualificada para o próximo torneio

| País      | 2008 (2) | 2010 (2) | Total |
| --------- | -------- | -------- | ----- |
| Gozo      | •        | 2ª       | 1     |
| Curdistão | 2ª       | •        | 1     |
| Lapônia   | 1ª       | •        | 1     |
| Padania   | •        | 1ª       | 1     |
| País      | 2008 (2) | 2010 (2) | Total |